# Out of the Woods (cântec)
Out Of The Woods este al patrulea cântec de pe al cincilea album , al cântăreței Taylor Swift 1989. Melodia a fost compusǎ de către Taylor Swift și Jack Antonoff, fiind lansatǎ la radio pe 5 februarie 2016 . A fost al șaselea single lansat de pe albumul 1989. Ca și videoclip (filmat în Noua Zeelandă), a fost lansat la Dick Clark's New Year's Rockin' Eve , pe 31 decembrie.